# 紀昀
紀 昀（き いん、雍正2年6月15日（1724年8月3日） - 嘉慶10年2月14日（1805年3月14日））は、中国清代の官僚・学者。字は暁嵐(ぎょうらん)。号は石雲・観弈道人・孤石老人。河間府献県の出身だが先世は江南から明の成祖が命じた移民。本貫は応天府上元県。祖父は紀天申。紀容舒の次男。『四庫全書』の総編集にあたる。外祖母張氏の大叔父が明末の宦官曹化淳であり閲微草堂筆記の巻頭にその話がある。

## 略歴
1747年に首席で郷試に合格、1754年に第5位で進士に合格し、翰林院編修から侍読学士に出世した。しかし1768年に姻戚で地方官を務めていたものに失態があって、朝廷にあった彼が事前に内報したために罪に連座したものとされ、ウルムチの辺境守備隊付として左遷された。1771年に赦免され、翰林院編修に復帰した。
1773年から始まる四庫全書をつくるという事業の総纂官に任命され、その後は侍読学士・内閣学士を歴任し1805年には礼部尚書協弁大学士に就いたが、同年2月に亡くなった。朝廷から「文達」という諡を授けられたため、紀文達公とも呼ばれる。
紀昀は四庫全書の総纂官として権力を振るい、学者たちが執筆した提要のすべてに目を通し、ほとんど全文を自分で書き直してしまったこともあるという。『四庫提要』は紀昀の著作といってよいほど、すみずみまで彼の手が加わっているとも評される。思想界の中心を占めていた宋学には反感を持ち、あまり当時認められていなかった戴震を四庫館に採用したことなどは、紀昀の視野の広さを示す。
乾隆帝に寵愛された名文家でありながら、書いた詩文の類はいっさい保存しようとせず（申し出があっても断っていた）、学術論文は一切書いていないことなどは、後世の学者に批判されることになった。
志怪稗史（怪談奇談）を集めた『閲微草堂筆記』が残されている。

## 日本語訳
- 前野直彬 訳 『閲微草堂筆記 子不語 述異記 秋燈叢話 諧鐸 耳食録』 平凡社 中国古典文学大系 42 1971年。268篇の抄訳。ISBN 978-4582312423 。
- 新版『閲微草堂筆記』 前野直彬 訳、平凡社ライブラリー（上・下）、2008年

上：ISBN 978-4582766417、下：ISBN 978-4582766431
- 『閲微草堂筆記・子不語・続子不語』 黒田真美子[3] 編著・福田素子[4] 著・竹田晃 編

明治書院〈中国古典小説選11〉、2008年。原文対比、49篇の抄訳。底本は道光十五年（1835年）序の付いた北平盛による重鐫版。ISBN 978-4625664106

## 注・出典
1. ↑  “紀昀(きいん)とは？”.   日本大百科全書. 2023年1月31日閲覧。
2. ↑  『清史稿』清史稿 卷三百二十 列傳一百七 紀昀の条。 中国語版ウィキソースに本記事に関連した原文があります：清史稿/卷320
3. ↑  クロダマミコ、大阪生まれ。法政大学 文学部日本文学科 教授。
4. ↑  フクダモトコ。聖学院大学 非常勤講師。